# Ghakar
Ghakhar, Ghakar, Ghakkar ou anciennement Ghakhar Mandi (en ourdou : گکھڑ منڈی) est une ville pakistanaise, située dans le district de Gujranwala, dans le nord de la province du Pendjab.
La ville est située entre les grandes villes de Gujranwala et Wazirabad.
La population de la ville a été multipliée par plus de trois entre 1972 et 2017 selon les recensements officiels, passant de 18 175 habitants à 65 587. Entre 1998 et 2017, la croissance annuelle moyenne s'affiche à 1,9 %, inférieure à la moyenne nationale de 2,4 %. Selon le recensement de 2023, la population de la ville monte à 80 320 habitants.
|            | 1972 (rec.) | 1981 (rec.) | 1998 (rec.) | 2017 (rec.) | 2017 (rec.) |
| ---------- | ----------- | ----------- | ----------- | ----------- | ----------- |
| Population | 18 175      | 27 789      | 46 249      | 65 587      | 80 320      |